# Ротенбоден
Ротенбоден (нім. Rotenboden, іноді Rotaboda) — село в муніципалітеті Трізенберг, центральний Ліхтенштейн. Розташоване на схід від самого Трізенберга.

## Географія
Ротенбоден — гірське село, розташоване вище Вадуца і Трізена, в центрі країни, на північ від Трізенберґа.